# Декурион (цивилен)
 За командир на конен взвод вижте Декурион (военен командир).  
Декурионът (decurion) е бил член на градския съвет в Римската Империя. Декурионите са били избиране от класата на curiales, съставена от богати граждани от средната класа. Появата на поста декурион може да се проследи до решението на Рим през 125 г. пр.н.е. да предоставя Римско гражданство на официалните лица в латинските колонии в Италия в опит да укрепи тяхната лоялност.
Декурионите са били най-влиятелните политически фигури на регионално ниво. Те са отговаряли за обществените поръчки, религиозните ритуали, забавленията и поддържането на реда. Вероятно най-важното им задължение към имперското правителство е било да надзирават събирането на местните данъци.
Още в началото на имперския период, градската аристокрация се домогвала до поста, който станал показател за престиж. Декурионът получавал място на първия ред в театъра и е приеман в класата на honestiores (по-благородните мъже). След като бъдат избрани на поста, те трябвало да плащат от собствените си пари за изпълнение на обществените работи; декурионите обикновено се надпреварвали (един с друг) да построят за общността (повече) храмове, бани и други обществени сгради.
При Домината (след 284 г.), когато за попълване на бюджета на Империята били въведени драконовски мерки за събиране на данъци, поста на декуриона се лишава от високия си статут и става нежелана публична длъжност. Поста все още бил запазен за членовете на аристокрацията, но основната му функция била да събира данъци, и от декуриона се очаквало да плати от джоба си недосъбраните суми. Много декуриони се опитвали да се освободят от това бреме, като преминат в по-горен (на сенаторите) или в по-долен клас, или дори в зависимо положение. В Кодексът на Теодосий се предвиждали специални мерки, които да предотвратят това – декурионът не можел да продава имуществото си, или да се мести от града без разрешение. Някои все пак напускали поста нелегално, но ако бъдат заловени те подлежали на конфискация на имуществото и дори екзекуция.